# Оттавіо Кольяті
Оттавіо Кольяті (італ. Ottavio Cogliati, 4 червня 1939 — 10 квітня 2008) — італійський велогонщик.
Олімпійський чемпіон 1960 року в роздільній командній гонці.